# Hajiba Dbiri
Hajiba Dbiri est une gymnaste artistique marocnne.

## Carrière
Hajiba Dbiri remporte aux Jeux panarabes de 1999 à Amman la médaille d'or au concours du saut de cheval, la médaille d'argent par équipes et la médaille de bronze au sol.
Aux championnats d'Afrique de gymnastique artistique 2000 à Tunis, elle obtient la médaille d'argent du concours du saut de cheval ainsi que la médaille de bronze par équipe